# Bütow
Bütow est une commune d'Allemagne située dans l'arrondissement du Plateau des lacs mecklembourgeois, dans le Land de Mecklembourg-Poméranie-Occidentale.

## Géographie
Bütow se situe dans la région du plateau des lacs mecklembourgeois (Mecklenburgische Seenplatte), à l'est de la source de l'Elde.